# Saint Mark's Church
Saint Mark's Church (nom complet : St. Mark's Church in-the-Bowery) est une église épiscopalienne située dans l'East Village à New York, au 131 East 10th Street, à l'intersection de Stuyvesant Street et de la Deuxième Avenue.
C'est, après la Collégiale Marble de New York, la deuxième plus ancienne église de Manhattan.

## Historique
Petrus Stuyvesant a acheté le terrain en 1651 et y fait construire une chapelle où il est enterré. L'église actuelle a été construite en 1795.

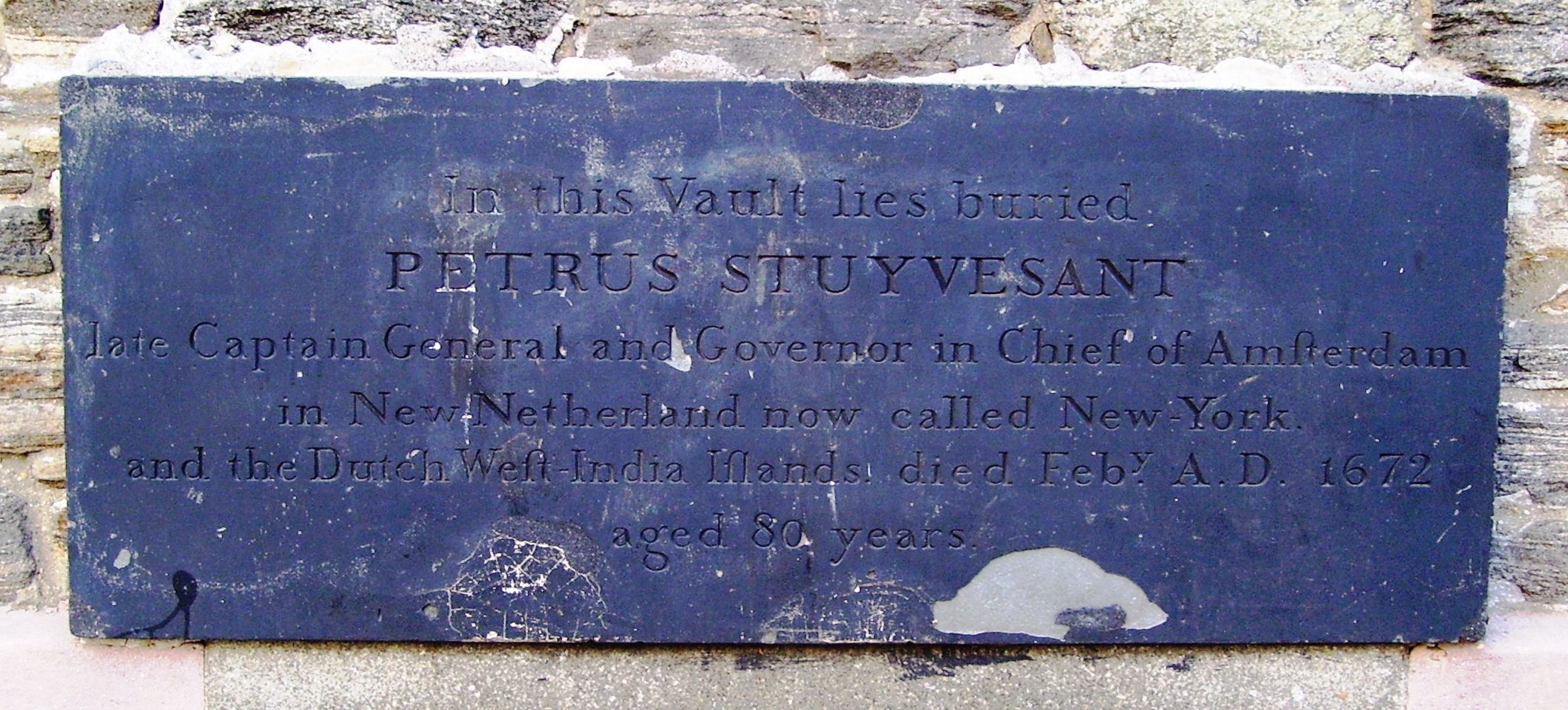
Plaque commémorative.

## Littérature
L'écrivain Henry Miller, qui fréquentait régulièrement l'East village dans les années 1920, citait ainsi cette église et ses lieux : 

« Une coupole part comme un bouchon de champagne... couronnant un bain turc, peut-être. Sans compter, régulièrement, la majestueuse simplicité de St. Marks-on-the-Bouwerie, le grand square exotique qui aboutit à l'avenue A... »